# La Salvé
La Salvé es una playa de Laredo, en la comunidad autónoma de Cantabria (España), que se extiende a lo largo de 4.250 metros, paralela al ensanche de la localidad, entre el antiguo puerto ("El Canto") y la punta de arena ("El Puntal") que enmarca por el sur la bahía de Santoña. Continúa en la playa de Regatón (3.900 m) hacia el sur, paralela a la Ría de Treto, desembocadura del río Asón. Juntas, forman el arenal más extenso de Cantabria.

## Galería

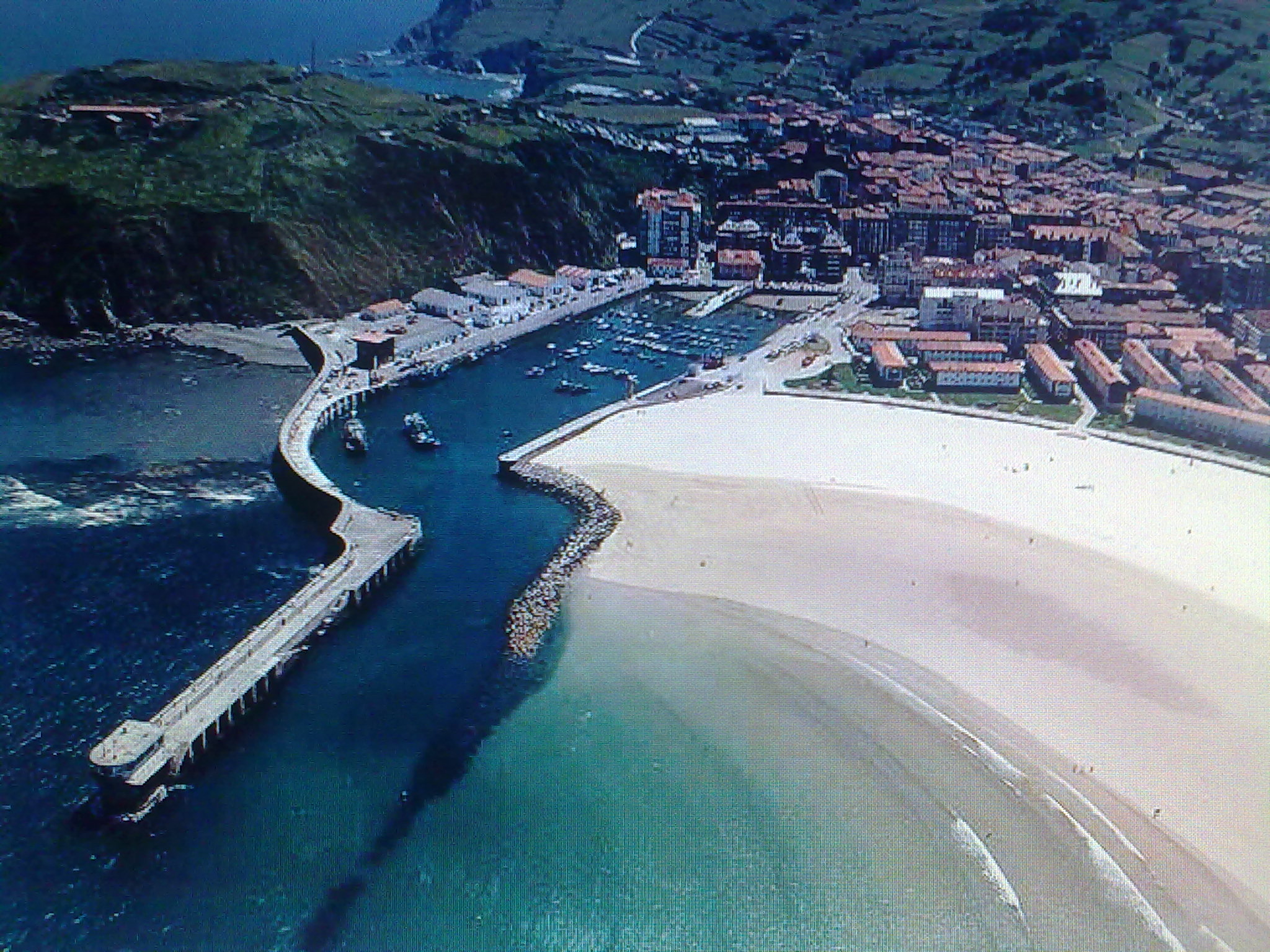
Inicio de la playa, junto al antiguo puerto pesquero de "El Canto".
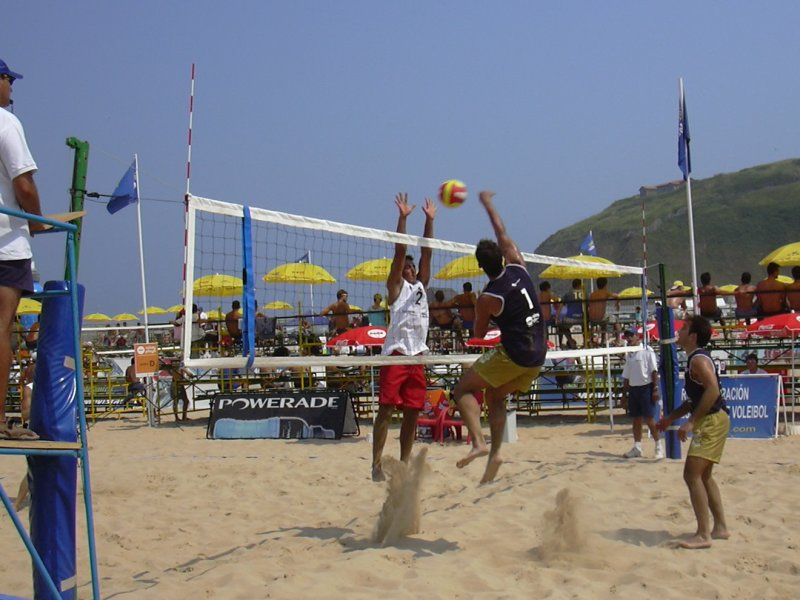
Campeonato de España de Vóley Playa 2004 (Torneo Masculino).
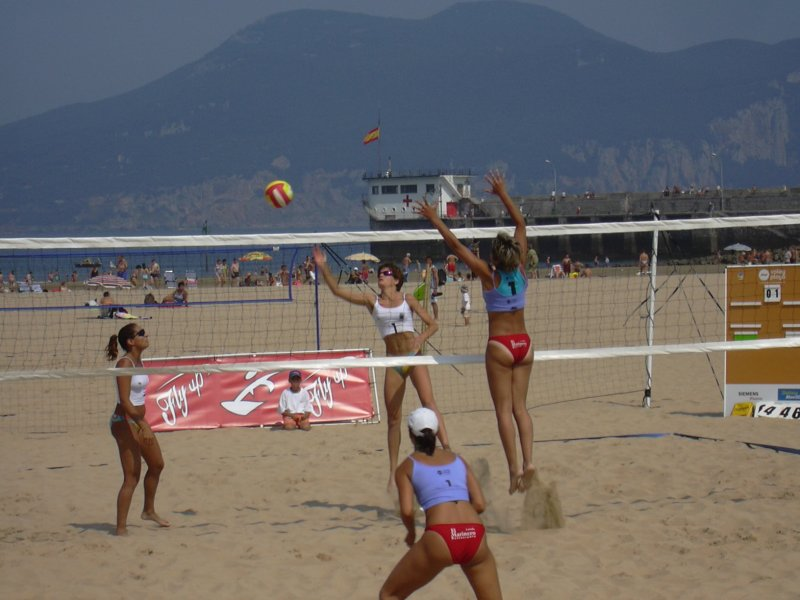
Campeonato de España de Vóley Playa 2004 (Torneo Femenino).
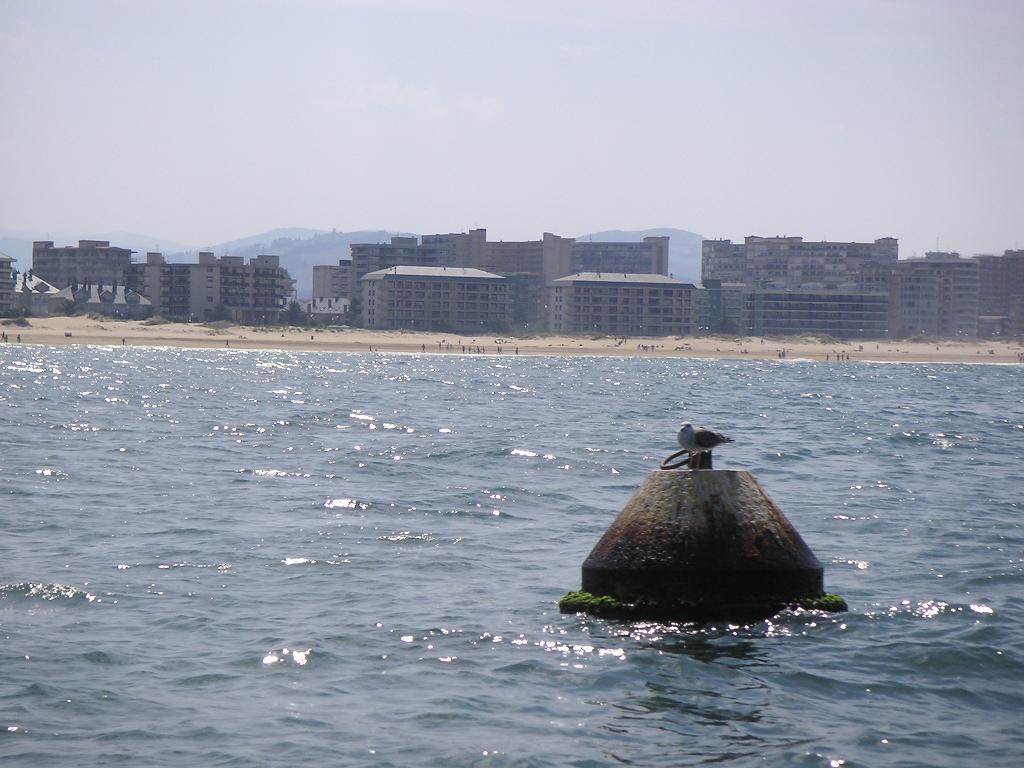
Vista de la playa desde el mar.
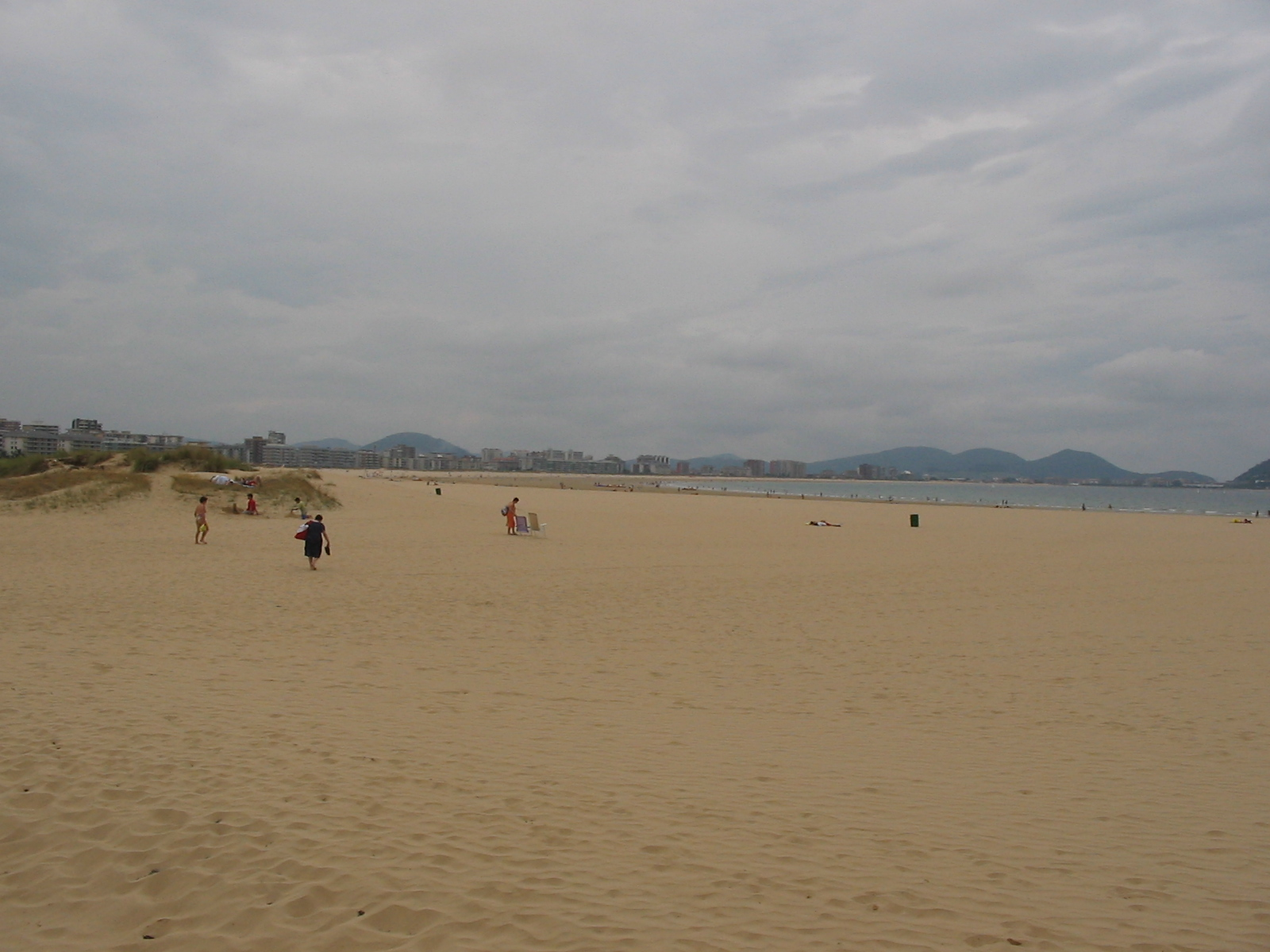
Otra vista de la playa.
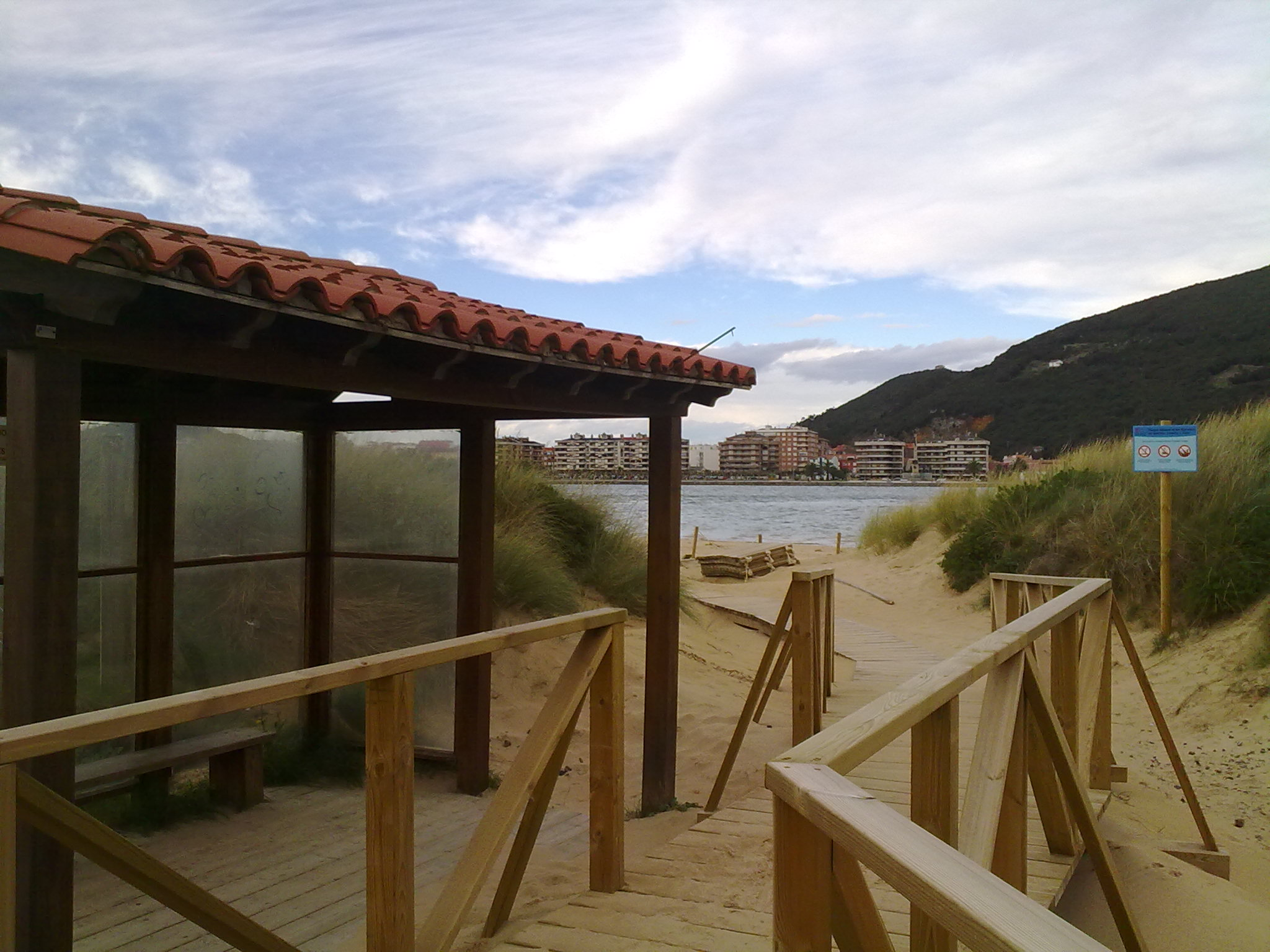
Final de la playa en "El Puntal". Santoña es visible al otro lado de la Ría de Treto.